# سوئیکو
سوئیکو (به ژاپنی: 出挙 すいこ) به وام‌ها و وام‌های بهره‌دار اشاره دارد که از دوران باستان تا قرون وسطی در ژاپن وجود داشته است.
این امر ناشی از اقدام افرادی بود که دانه ارزن برنج را ذخیره می‌کردند و در فصل کاشت به کشاورزان قرض می‌دادند و در فصل برداشت از آنها می‌خواستند با بهره آن را پس دهند.